# Libyjský dinár

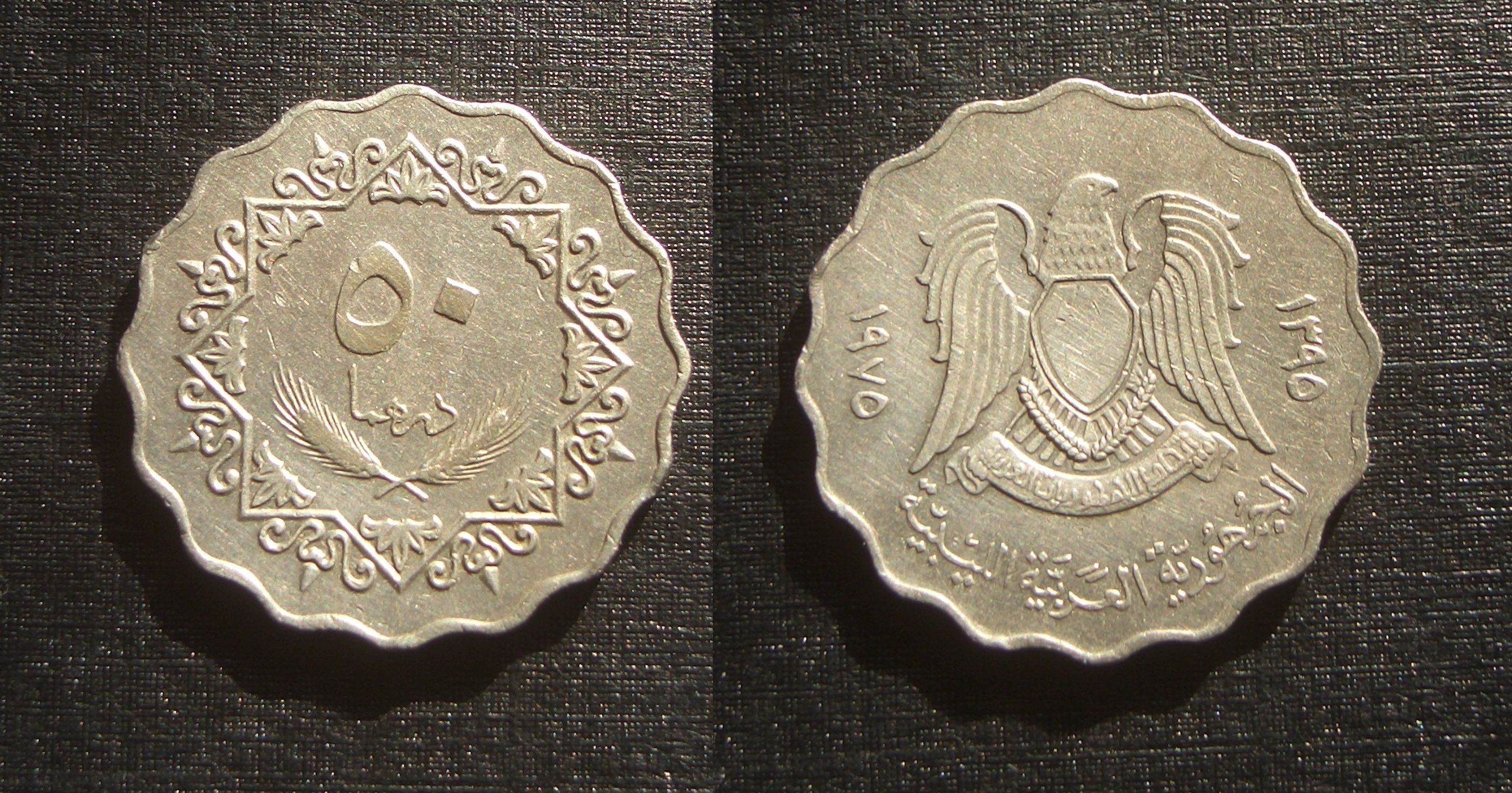
Mince 50 dirhamů (1975)

Libyjský dinár (arabsky دينار ليبي) je zákonným platidlem severoafrického státu Libye. Název dinár má libyjská měna společný s několika měnami států, které byly v minulosti součástí Osmanské říše.
ISO 4217 kód dináru je LYD. Dílčí jednotka (1/1000) se nazývá dirham.

## Vývoj platidel Libye
- Do roku 1911 – Území dnešní Libye bylo součástí Osmanské říše a používaly se zde osmanské měny – akçe, kuruş a lira
- 1911–1943 – Libye byla jednou z italských kolonií a v oběhu byla italská lira
- 1943–1951 – Během 2. sv. války ztratila Itálie kontrolu nad Libyí. Administrativně se Libye rozdělila na 3 provincie, které přešly pod správu Francie a Spojeného království.
  - Fezzán pod francouzskou správou používal alžírský frank
  - Kyrenaika pod správou Britů převzala za svou měnu egyptskou libru
  - Tripolsko (pod Británií) zavedlo vlastní tripolskou liru
- 1951-1971 – V roce 1951 získala Libye nezávislost a zavedla vlastní měnu – libyjskou libru
- Od roku 1971 – V roce 1971 byl zaveden libyjský dinár, který vycházel z libry v poměru 1:1. V podstatě šlo pouze o přejmenování měny.
- 1996 a 2000 – v těchto letech probíhaly konference, na nichž Muammar Kaddáfí rozvinul myšlenku moderního zlatého dináru, zlatem krytých peněz mimo paradigma pobretton-woodského systému nekrytých měn, jemuž dominuje americký dolar. Zlatý dinár aspiroval k monetárnímu sjednocení více států spojených geograficky (buď na africkém kontinentu nebo regionu Blízkého Východu) nebo ideologicky (islám). Proti této myšlence se z pochopitelných důvodu ohrazovaly Spojené státy americké.[2]

## Mince a bankovky
Libyjské mince v oběhu mají nominální hodnoty 50 a 100 dirhamů a ¼, ½ dinárů
Bankovky mají hodnoty ¼, ½, 1, 5, 10 a 20 dinárů.
| Libyjské platné bankovky | Libyjské platné bankovky | Libyjské platné bankovky | Libyjské platné bankovky | Libyjské platné bankovky | Libyjské platné bankovky |
| Vyobrazení               | Vyobrazení               | Hodnota                  | Barva                    | Barva                    |                          |
| Líc                      | Rub                      | Hodnota                  | Barva                    | Barva                    |                          |
| ------------------------ | ------------------------ | ------------------------ | ------------------------ | ------------------------ | ------------------------ |
|                          |                          | 1 dinár                  |                          | fialová                  |                          |
|                          |                          | 5 dinárů                 |                          | hnědá                    |                          |
|                          |                          | 10 dinárů                |                          | modrá                    |                          |
|                          |                          | 20 dinárů                |                          | oranžová                 |                          |
|                          |                          | 50 dinárů                |                          | zelená                   |                          |